# Haumaniastrum speciosum
Haumaniastrum speciosum là một loài thực vật có hoa trong họ Hoa môi. Loài này được (E.A.Bruce) A.J.Paton mô tả khoa học đầu tiên năm 1997.